# نارمنداخ نسنبویان
نارمنداخ نسنبویان (به مغولی: Нармандахын Насанбуян،  زادهٔ ۸ اوت ۱۹۹۷) یک کشتی‌گیر آزادکار اهل کشور مغولستان است.
از افتخارات وی می‌توان به کسب مدال برنز بازی‌های آسیایی ۲۰۲۲ اشاره کرد.